# Уряд Філіппін
Уряд Філіппін — вищий орган виконавчої влади Філіппін.

## Голова уряду
- Президент — Родріго Дутерте (англ. Rodrigo Duterte).
- Віце-президент — Лені Робредо (англ. Leni Robredo).

## Кабінет міністрів
Склад чинного уряду подано станом на 13 січня 2017 року.
| Логотип | Міністерство                                                | Міністр                                              | Фото | Час на посаді | Час на посаді | Партія | Партія | Вебсайт |
| ------- | ----------------------------------------------------------- | ---------------------------------------------------- | ---- | ------------- | ------------- | ------ | ------ | ------- |
|         | Секретар уряду                                              | Леонсіо Еваско (Leoncio Evasco)                      |      |               |               |        |        |         |
|         | Виконавчий секретар уряду                                   | Сальвадор Медіальдеа (Salvador Medialdea)            |      |               |               |        |        |         |
|         | Голова штабу Державного департаменту                        | Хуліа Абад (Julia Abad)                              |      |               |               |        |        |         |
|         | Департамент аграрної реформи                                | Рафаель Маріано (Rafael Mariano)                     |      |               |               |        |        |         |
|         | Департамент бюджету та управління                           | Бенджамін Діокно (Benjamin Diokno)                   |      |               |               |        |        |         |
|         | Департамент внутрішніх справ та місцевого самоврядування    | Ісмаель Суено (Ismael Sueno)                         |      |               |               |        |        |         |
|         | Департамент екології та природних ресурсів                  | Регіна Лопес (Regina Lopez)                          |      |               |               |        |        |         |
|         | Департамент енергетики                                      | Альфонсо Кус (Alfonso Cus)                           |      |               |               |        |        |         |
|         | Департамент житлово-комунального господарства та автошляхів | Марк Віллар (Mark Villar)                            |      |               |               |        |        |         |
|         | Департамент закордонних справ                               | Перфекто Ясей молодший (Perfecto Yasay, Jr.)         |      |               |               |        |        |         |
|         | Департамент інформації та технологій зв'язку                | Родольфо Салаліма (Rodolfo Salalima)                 |      |               |               |        |        |         |
|         | Департамент науки і технології                              | Фортунато де ла Пена (Fortunato de la Pena)          |      |               |               |        |        |         |
|         | Департамент національної оборони                            | Дельфін Лоренсана (Delfin Lorenzana)                 |      |               |               |        |        |         |
|         | Департамент освіти, культури та спорту                      | Леонор Бріонес (Leonor Briones)                      |      |               |               |        |        |         |
|         | Департамент охорони здоров'я                                | Паулін Джин Росель-Убіаль (Paulyn Jean Rosell-Ubial) |      |               |               |        |        |         |
|         | Департамент праці та зайнятості                             | Сільвестре Белло III (Silvestre «Bebot» Bello III)   |      |               |               |        |        |         |
|         | Департамент соціального забезпечення та розвитку            | Джуді Тагуйвало (Judy Taguiwalo)                     |      |               |               |        |        |         |
|         | Департамент соціоекономічного планування                    | Ернесто Пернія (Ernesto Pernia)                      |      |               |               |        |        |         |
|         | Департамент сільського господарства                         | Еммануель Піноль (Emmanual Pinol)                    |      |               |               |        |        |         |
|         | Департамент торгівлі та промисловості                       | Рамон Лопес (Ramon Lopez)                            |      |               |               |        |        |         |
|         | Департамент транспорту і зв'язку                            | Артур Тугаде (Arthur Tugade)                         |      |               |               |        |        |         |
|         | Департамент туризму                                         | Ванда Корасон Тео (Wanda Corazon Teo)                |      |               |               |        |        |         |
|         | Департамент фінансів                                        | Карлос Домінгес III (Carlos Dominguez III)           |      |               |               |        |        |         |
|         | Департамент юстиції                                         | Віталіано Агірре II (Vitaliano Aguirre II)           |      |               |               |        |        |         |